# 第10期本因坊戦
第10期本因坊戦（だい10きほんいんぼうせん）は、1954年（昭和29年）に開始され、1955年5月からの本因坊高川秀格と挑戦者の島村利博八段による七番勝負で、高川が4勝0敗で本因坊位を防衛、本因坊戦4連覇となった。

## 方式
- 参加棋士 : 日本棋院・関西棋院の棋士の五段以上。
- 前期挑戦者決定リーグの上位4名と、予選勝ち抜き者4名による挑戦者決定リーグ戦を行う。
- コミは4目半。
- 持時間は、リーグ戦、挑戦手合は各10時間。

## 経過

### 挑戦者決定リーグ
予選では、この期から藤沢庫之助が復帰、また前期の残留決定戦の日程の問題で橋本宇太郎が棄権した。
前期シードは、杉内雅男、宮下秀洋、島村利博、坂田栄男、予選を勝ち上がってリーグ入りしたのは、長谷川章、曲励起、岩田正男、関西棋院の鈴木越雄の4人。坂田は1955年に九段昇段し、当時日本棋院で唯一の九段となっていた。最終戦で、それまで全勝の島村と、1敗の宮下が戦って、宮下が勝って6勝1敗の同率となり、プレーオフを島村が制して挑戦者となった。
プレーオフ : 島村-宮下

### 挑戦手合七番勝負
高川は3歳年長の島村にゴルフを教えられて始めた仲だったが、戦前の予想では、いぶし銀と言われた堅実な棋風の島村の充実ぶりから、島村有利を言われた。
第1局は赤坂「比良野」で行われ、接戦を制して先番高川勝ち。第2局は別府市日名吉旅館で、九州で初めて行われた本因坊戦だった。これも細かいヨセ勝負で白番高川が逆転勝ち。この時島村は母親を別府観光に同道させており、また高川は尻におできができていて、1日目朝に治療を受けていた。また第3局は新潟市加賀田勘一郎邸で、接戦を先番高川が制して3連勝とする。第4局は高松市の、日下包夫七段の姉が経営する「新常磐」で行われ、白番高川が押し切って、4連勝で防衛を果たし、連覇記録を4に伸ばし、獲得回数4回も橋本宇太郎を抜いて新記録となった。
この第4局の前夜祭の後で、立会人の細川千仭が島村との酒席で島村を抱き上げて落としてしまい、島村は腰痛を抱えての対局だった。また対局翌日に一行が高松空港から十数人乗りの飛行機に乗って体重を測定したが、重量オーバーとされてしまい、島村が自ら飛行機を降りてしまった。

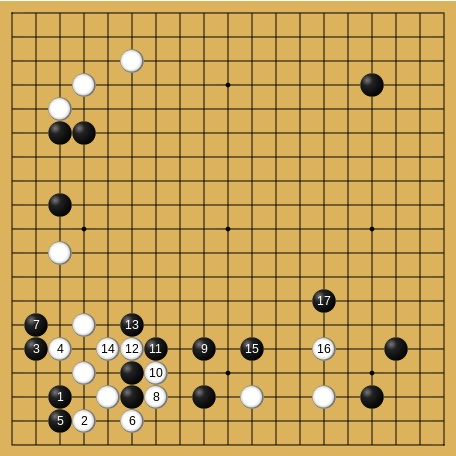
第2局（19-35）

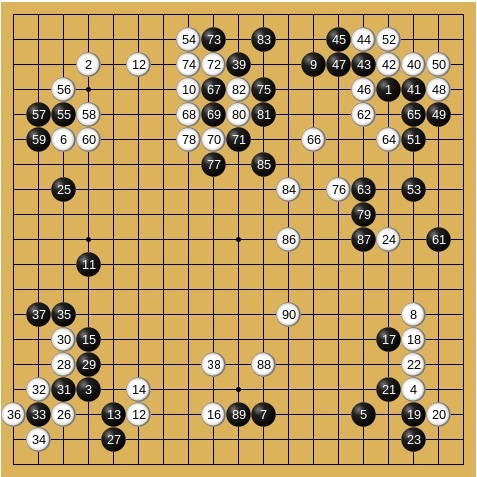
第4局（1-90）

じっくりした布石で始まったが、左下で黒1（19手目）から隅を荒らしに行ったところで、白2で一路右のサガリでは下辺黒への攻めが思わしくないと見てひねったが、白4、黒7の交換がつらい形。白10では15に飛ぶのがよく、黒11から17と絶好の攻めに回った。その後も黒は優勢に進めたが、徐々に緩着が出て、終盤で白が逆転した。局後島村は「顧みて本局は布石に黒順調であったが、あまりに大事をとってしばしば戦機を逸したため次第に細碁の形勢となり、白74のコスミ（7の右上）を許してからは全く退嬰的になって、さしもの優勢な碁を一人で損じて行ったような有様で、まことに汗顔のいたりです」と語り、倉島竹二郎の観戦記ではこの碁の中盤以降について「居直った本因坊はもはやインテリ高川などというナマやさしいものでなかった。命を張った幾度かの本因坊戦は高川さんを稀代の不敵でたくましい勝負師に仕立てたようだ。」と記した。
第4局は、黒87で88なら黒優勢だった。盤面ジゴ一の形成となって、176手白中押勝。坂田栄男は『棋道』1930年8月号の座談会で、「どうも気合において高川さんより劣っていますね。消極的にすぎた、という感じがします。精神的にも、実際の碁の方も。乾坤一擲というような気分が見えなかった。最後の4局目の碁なんか、全然、もう気合で負けているような碁ですよ」と評した。また村島誼紀は「（高川は強くないというこれまでの評は）だいぶ改まって来たのではないですか。」と言い、杉内雅男は「短所はあっても、また、長所がそれをカバーしているのですからね。」と述べている。
第10期本因坊戦終了後、1952年以来3年ぶりの呉清源対本因坊三番碁と、読売新聞主催の呉清源対高川の打込み十番碁が並行して開始された。三番碁はこの回から互先（先番4目半コミ出し）で行われるようになり、結果は高川が3連敗。十番碁も互先（コミなし）で、8局目までで呉が6勝2敗で高川を先相先に打込み、最終的に高川の4勝6敗となった。
また翌第11期から予選の方式が新たになり、リーグ戦シードは挑戦者島村の1名のみとなった。